# Abraham Binder
Abraham Wolfe Binder (* 13. Januar 1895 in New York City; † 9. Oktober 1966 ebenda) war ein US-amerikanischer Komponist.
Binder war Sohn eines Kantors und begann mit fünf Jahren im Chor seines Vaters zu singen. Im Alter von 14 Jahren leitete er seinen ersten eigenen Chor in der Kamenetzer-Synagoge. Binder studierte an der Columbia University. Er unternahm mehrere Studienreisen nach Palästina. Seit 1921 war er Lehrer und seit 1937 Professor am Jewish Institute of Religion in New York. 1932 gründete Binder das Jewish Music Forum. Daneben war er ab 1922 musikalischer Leiter der Stephen-Wise-Synagoge in New York.
Er komponierte eine Oper, mehrere Orchestersuiten und Chorwerke. Zudem sammelte und bearbeitete er jüdische Volkslieder, von denen er zahlreiche von seinen Forschungsreisen nach Palästina mitbrachte und erstmals in Amerika vorstellte.
Abraham Binder war verheiratet und hatte zwei Töchter.